# Beszállókártya

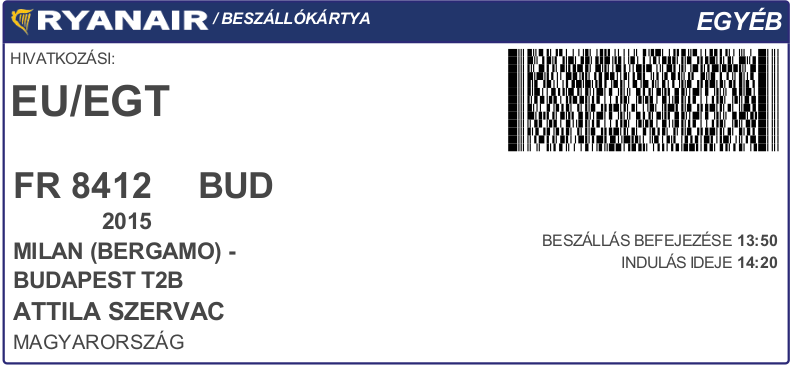
Egy Budapestre irányuló beszállókártya 2015-ben

A beszállókártya egy olyan – olykor vízi, de jellemzően személyszállító légikikötőben használt – dokumentum, mely engedélyt ad, hogy az utas az adott jármű fedélzetére lépjen. A hétköznapi életben legtöbbször repülőutakon találkozunk vele, ez a legfontosabb dokumentum, melyre a repülőtéren szükség van.

## Forma
A beszállókártya a hétköznapi repülőút esetén akkor kerül az utas birtokába, miután a repülőtér szabályai szerint lehetőség van a repülőtérre való online vagy személyes bejelentkezésre. Erre általában pár száz, de legjobb esetben nem több mint fél órával az indulás előtt van lehetőség.
2015-ben két formája a legelterjedtebb. A legnépszerűbb teljesen elektronikus forma az, melyet az utas a mobiltelefonjára kér. A másik legnépszerűbb forma egy kinyomtatandó, ideális esetben egy oldalas dokumentum, melyen az egyik csík a repülőtér másolata.

## Tartalom
A beszállókártya mindenképpen szövegesen is tartalmaz egy jellemzően 6 alfanumerikus karakterből álló azonosítót és az alapvető adatokat, az utas nevét és a járatinformációkat. Emellett az adatok hagyományos vonal- vagy QR-kódban is szerepelnek.

## Fordítás
- Ez a szócikk részben vagy egészben  a   carta d'imbarco című olasz Wikipédia-szócikk fordításán alapul.  Az eredeti cikk szerkesztőit annak laptörténete sorolja fel. Ez a jelzés csupán a megfogalmazás eredetét és a szerzői jogokat jelzi, nem szolgál a cikkben szereplő információk forrásmegjelöléseként.